# 洛杉磯聯合車站
洛杉磯聯合車站（英語：Los Angeles Union station，英文簡稱LAUS或LAUT）是加利福尼亞州洛杉磯都會圈內的鐵路總站，亦是南加州地區最重要的鐵路樞紐。目前有美國國鐵（包括州政府扶植的“美國國鐵-加利福尼亞列車”），南加州都會鐵道通勤列車，洛杉磯捷運紅線，紫線和金線列車，以及洛杉磯快速公交系统銀線使用。聯合車站東側和北側亦有公交車站提供室內公共交通接駁。
洛杉磯聯合車站於1939年5月開業，取代市内原拉格蘭奇車站和中央車站。建設時期曾大張旗鼓宣傳為“美國最後建造的聯合車站”。車站於1980年列入國家史蹟名錄。2011年2月至今，車站為洛杉矶县都会运输局所有並運營。

## 車站位置
洛杉磯聯合車站位於洛杉磯市區東北角，毗鄰阿拉米達街（Alameda St.），查維茲凱撒大道（Cesar Chavez Ave.），葡萄樹街（Vignes Street）和好萊塢快速路。其跨越阿拉米達街的歷史上的維拉街區以及洛杉磯廣場歷史區域。歷史上的終點配樓（Terminal Annex，洛杉磯市郵政總局）位於車站的查維茲凱撒大道對面，洛杉磯唐人街和市政中心亦位於不遠處。
Patsaouras公交站位於聯合車站東側，為洛杉磯主要巴士的接駁站。洛杉磯大都會交通運輸局的快速公交和多條普速公交車線路在此匯集。此外，亦有 DASH巴士及其他郊縣巴士在此停靠。機場巴士（FlyAway）提供前往洛杉磯國際機場和南加州大学校園的班車。公交站以南加州快速交通系統（RTD）的委員Nick Patsaouras命名，以紀念其對洛杉磯公共交通建設作出的貢獻。
聯合車站和附近的Patsaouras公交站，艾爾蒙特巴士西站（El Monte Busway），以及洛杉磯大都會交通運輸局總部大樓統稱為“大門交通中心”（Gateway Transit Center），聯合車站12條股道中，美國國鐵和南加州都會鐵道使用其中10條，所有月台和路軌均位於地面。2011年7月，每工作日收發列車約90對（週一至週四91對，週五92對）。

## 歷史

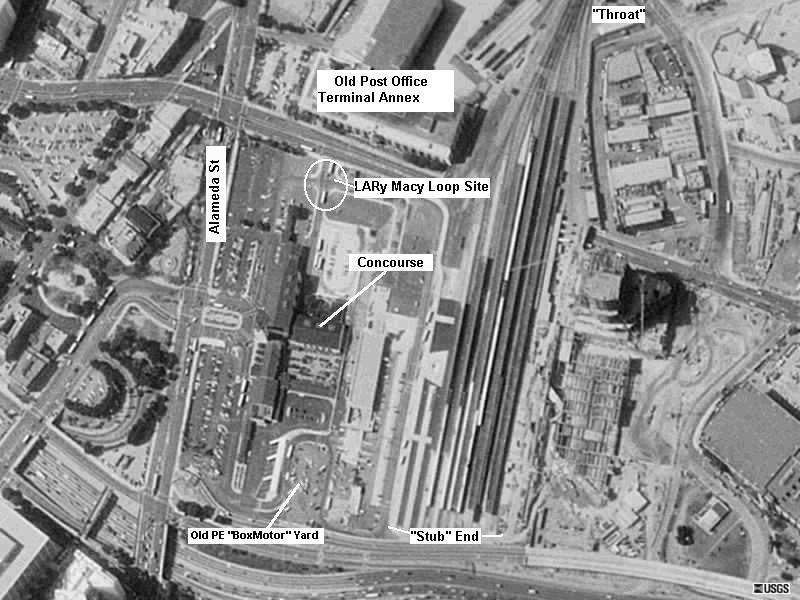
1990年代後期聯合車站附近航拍圖

自十九世紀後期起，美國各主要城市紛紛修建聯合車站，統一收發不同鐵路公司的列車以方便乘客轉車，然而洛杉磯市並未跟上潮流，直至二十世紀20年代。洛杉磯市中心依舊存在數個獨立火車站。1926年，洛杉磯市舉行了一場投票，是修建類似芝加哥和紐約的高架鐵路捷運系統，還是建設聯合車站。該投票帶有種族性，並且將決定了洛杉磯城未來的發展方向。新站將建立在洛杉磯唐人街的位置。由於當時種族偏見氣氛，持保守派觀點的洛杉磯時報雖然反對高架鐵路計劃，但是亦反對將車站建設在唐人街中心。其編輯寫道“聯合車站不是建在中國城的中部”，而是“車站取代中國城和其附近”。最後，車站計劃以51％比48％險勝，中國城將部分拆除以新建聯合車站。

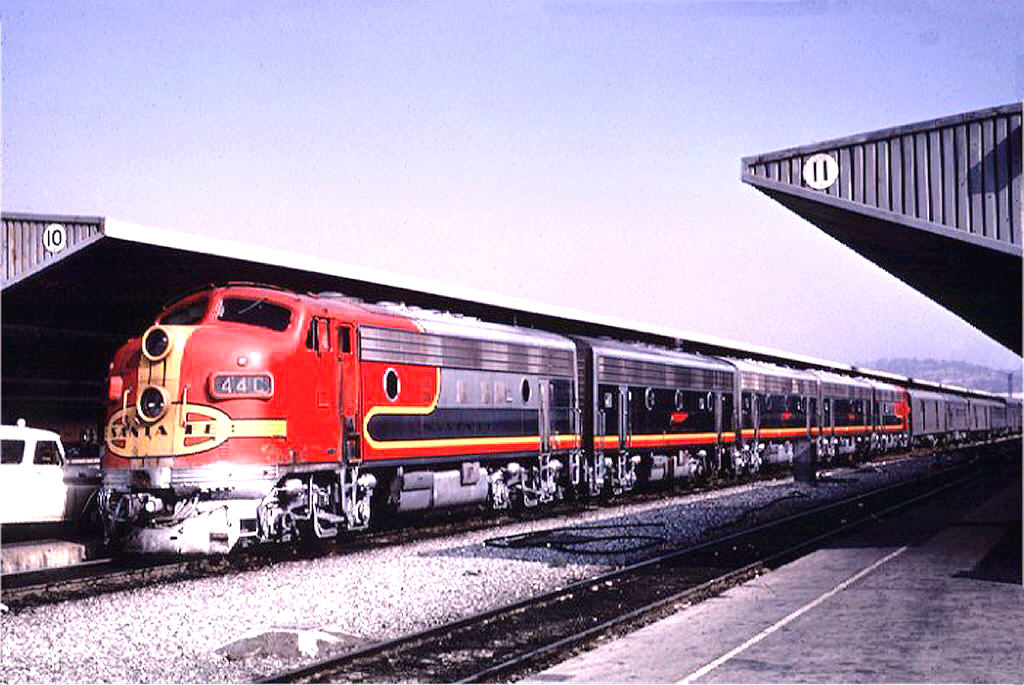
艾奇遜，托皮卡和聖塔菲鐵路的“超級酋長號”列車停靠在聯合車站，攝於1966年

聯合車站建成後，接收原拉格蘭奇車站和中央車站的列車到發。艾奇遜，托皮卡和聖塔菲鐵路，南太平洋鐵路以及聯合太平洋鐵路使用本站。此外，市内有軌電車系統太平洋電鐵和洛杉磯鐵路亦在本站停靠。第二次世界大戰時，聯合車站的客流猛增，1950年代開始，鐵路客流迅速回落，並由於汽車和航空運輸的發展而逐漸蕭條。
1972年8月2日，車站被指定為“洛杉磯市歷史文化標誌性建築”（第101號）。1980年，被國家史蹟名錄收錄。1992年南加州都會鐵道文圖拉線和聖貝納迪諾線的一段開通運營，後者於1993年全線貫通。橙縣線於1994年開通，河邊線和洛杉磯捷運紅線（包括現在紫線部分）於1995年開始運營。1990年開通的洛杉磯捷運藍線本慾以聯合車站作為始發站，但最後計劃修改為以第七街車站為始發站。聯合車站最新一條的線路為洛杉磯捷運金線，開通於2003年。

## 车站结构

### 站房

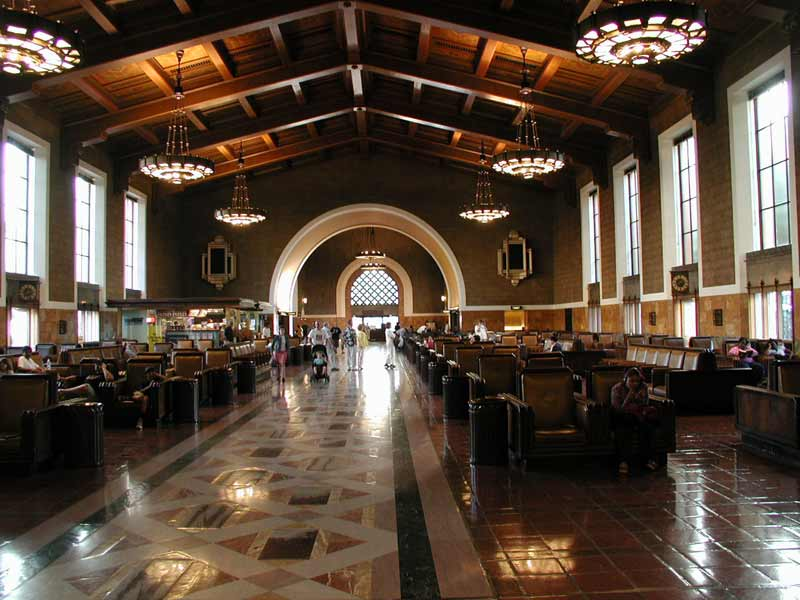
洛杉磯聯合車站候車室

聯合車站部分由約翰·帕金森和唐納德·B·帕金森兄弟設計，兩人亦是洛杉矶市政厅及洛杉磯市其他一些標誌性建築的設計師。聯合車站的設計得到了其他一些建築師的支持，如楊·范德林登等。車站大樓建築風格融合了荷蘭殖民地文藝復興（荷蘭裔建築師范德林登的建議），教堂文藝復興，以及流線型現代主義風格，在細節上亦獨具匠心的使用了如八角星之類的裝飾。
主候車室兩側各有一天井花園，出站乘客直接通過南花園離開車站。內部裝飾上，下部牆壁使用洞石作為材料，上半部則覆以隔音瓷磚。地板則鋪以陶瓦地磚為主，並在中央用大理石，洞石等材料鑲嵌成帶狀。
緊鄰車站大樓南側的是車站餐館大樓，該參觀亦是全美最後一座建成的“哈維酒店”（美國曾經的一家著名的鐵路連鎖酒店企業，經營車站大樓內或附近的旅館，餐館，雅座等服務），由西南地區的建築師瑪麗·科爾特設計。該餐館現在基本閒置，大門緊鎖，裝飾物也開始剝落，但其圓形中央櫃台，流線型設計的貨攤，地板上鑲嵌的圖案等基本設施仍然完好。
雖然洛杉磯聯合車站佔地面積很大，但和當時美國其他大城市的聯合車站相比仍然顯得較小。

### 站台
| 巴士高架站台 | 东行         | → J线 往艾爾蒙地 （南加大医学中心） →                                           |
| 巴士高架站台 | 岛式站台     |                                                                                 |
| 巴士高架站台 | 南行         | ← J线 往港口门户、圣佩德罗（春街&1街）                                          |
| 站台         | 1站台        | ← A线 往长滩市中心（小东京／艺术区）                                            |
| 站台         | 岛式站台     |                                                                                 |
| 站台         | 2站台        | → A线 往阿蘇薩太平洋大學/柑橘學院（華埠站） →                                   |
| 站台         | 不使用       |                                                                                 |
| 站台         | 岛式站台     |                                                                                 |
| 站台         | 不使用       |                                                                                 |
| 站台         | 不使用       |                                                                                 |
| 站台         | 岛式站台     |                                                                                 |
| 站台         | 6站台        | █ 河邊線、█橙縣線往河邊市區、歐申賽德（蒙提贝罗/科默斯、科默斯站） →            |
| 站台         | 7站台        | █ 聖貝納迪諾線、█ 91線往聖貝納迪諾、南佩里斯（洛杉矶州大、諾沃克/聖塔菲泉站） → |
| 站台         | 岛式站台     |                                                                                 |
| 站台         | 8站台        | █ 文圖拉縣線、█ 羚羊谷線往东文图拉、兰开斯特（格倫代爾站） →                    |
| 站台         | 9站台        | → 海岸星光號 往西雅图（伯班克机场南） →                                         |
| 站台         | 岛式站台     |                                                                                 |
| 站台         | 10站台       | → 西南酋長號 往芝加哥（富勒顿） →                                               |
| 站台         | 11站台       | → 日落特快号 往新奧爾良（波莫纳） →                                             |
| 站台         | 岛式站台     |                                                                                 |
| 站台         | 12站台       | → 德州之鷹號 经圣安东尼奥往芝加哥（波莫纳） →                                   |
| 站台         | 13站台       | → 太平洋冲浪者号 往聖路易斯-奧比斯保 （格倫代爾站） →                           |
| 站台         | 岛式站台     |                                                                                 |
| 站台         | 14站台       | → 太平洋冲浪者号 往聖迭戈（富勒顿） →                                           |
| 行人通道     |              | 出入口、售票机、站房、候车区、帕特索拉斯公共运输广场                            |
| 地下站台     | 往西、北方向 | ← B線 往北好莱坞 （市政中心/大公園） ← D線 往威爾希爾/西部（市政中心/大公園）   |
| 地下站台     | 岛式站台     |                                                                                 |
| 地下站台     | 往西、北方向 | ← B線 往北好莱坞 （市政中心/大公園） ← D線 往威爾希爾/西部（市政中心/大公園）   |

## 運營狀況

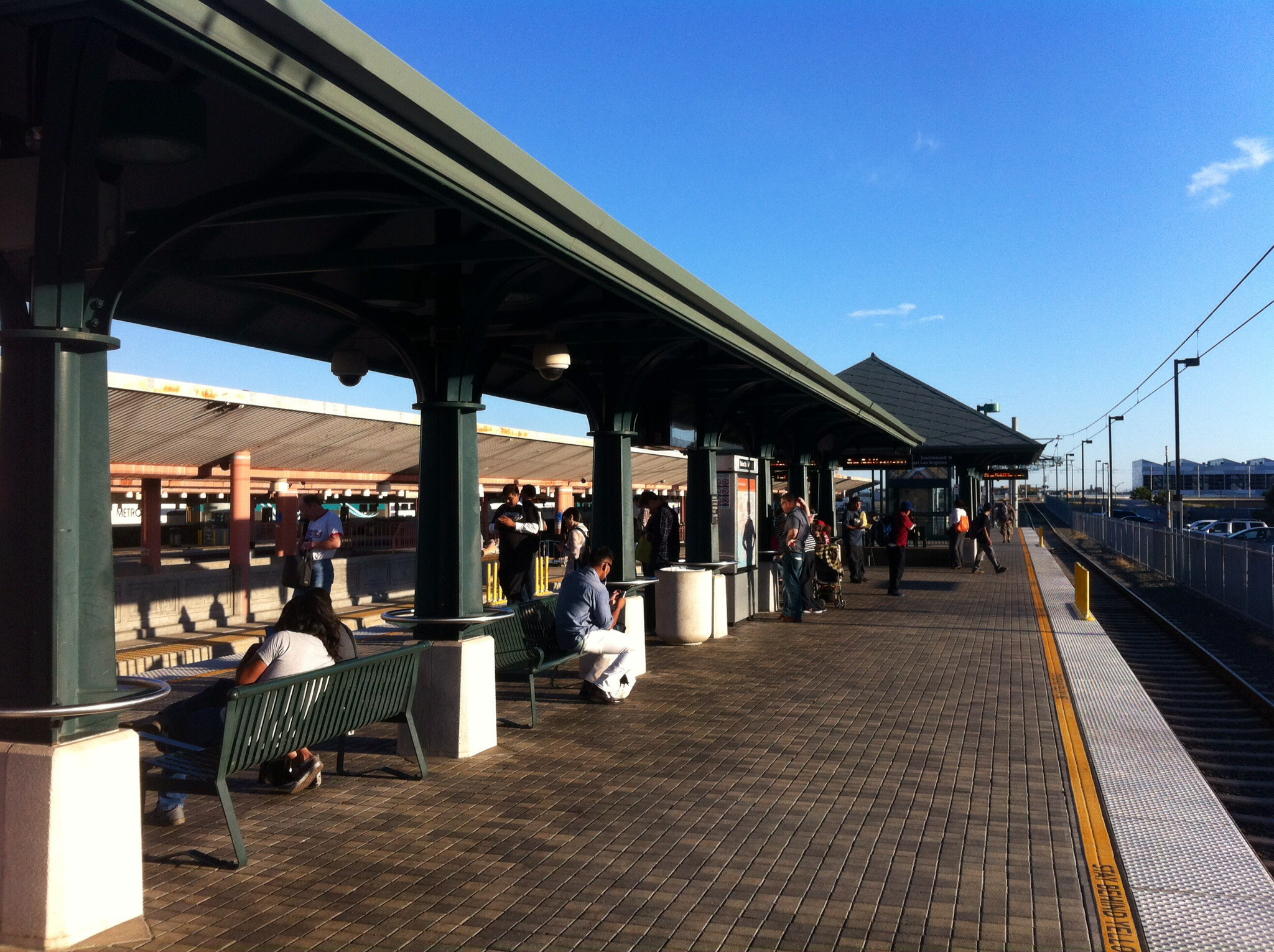
A線月台

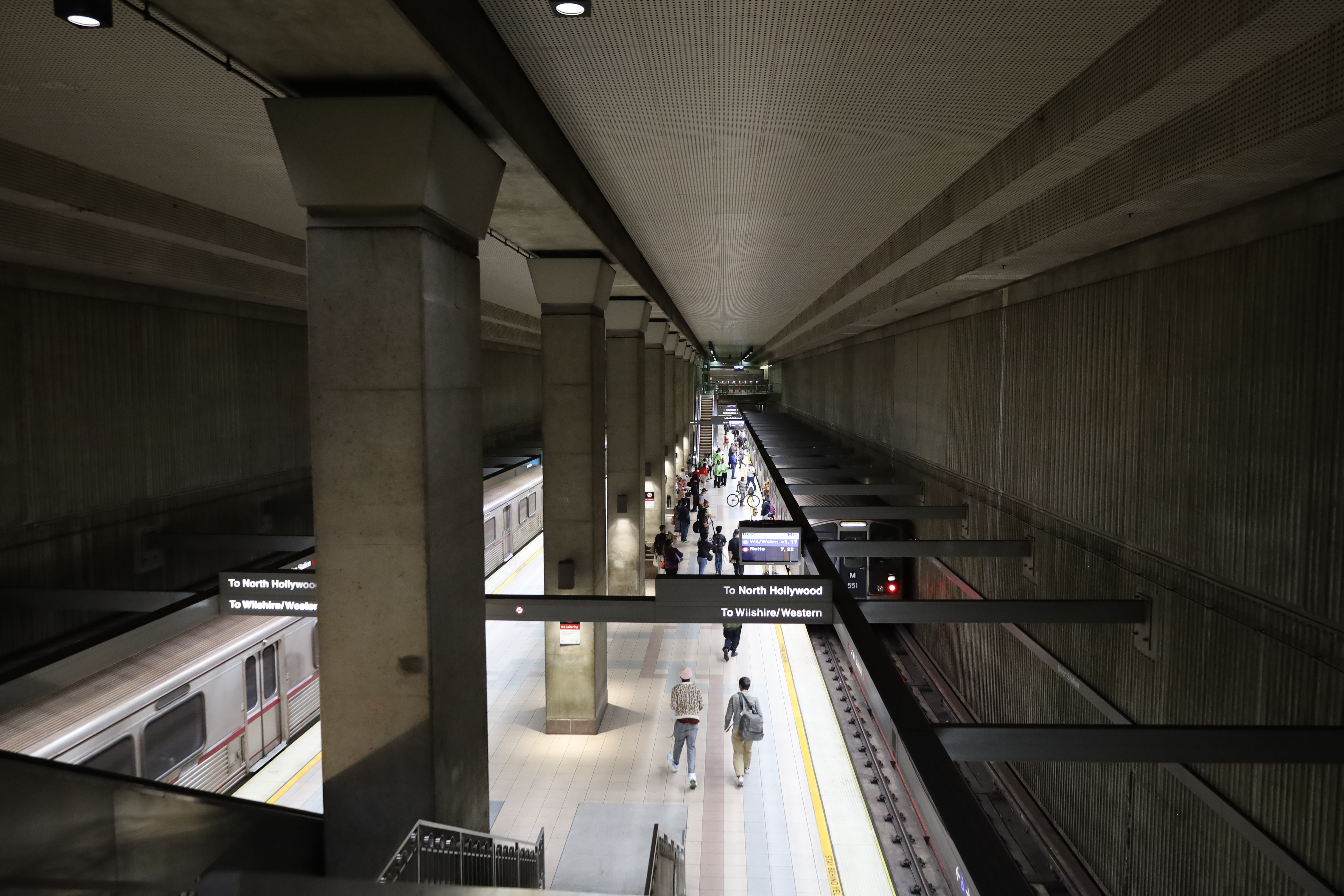
聯合車站洛杉磯捷運月台

### 美鐵
每日共有四對長途在聯合車站停靠：
- 德州之鷹號，經聖安東尼奧至芝加哥
- 海岸星光號，至西雅圖
- 日落特快，至新奧爾良
- 西南酋長號，至芝加哥

此外，美鐵短途列車太平洋衝浪者號亦停靠聯合車站，該列車從聖迭戈至聖路易斯-奧比斯保，每日有多對列車開行。

### 南加州都會鐵道
聯合車站亦是南加州都会铁道的交通樞紐，南加州都會鐵道7條線路中，有6條在聯合車站交匯。

### 洛杉磯捷運
洛杉磯捷運亦使用聯合車站，每工作日約有300趟捷運列車通過。捷運紅線和紫線使用地下月台，位於聯合車站偏東的地下，共用兩條股道。有兩個出入口通向地面層。一個位於聯合車站西主出入口，朝向阿拉米達街，另一個為Patsaouras公交站附近，位於車站大樓的東側。
捷運金線為輕軌鐵路，使用14個地面月台股道中的1號和2號股道，通過主進站地下通道進站，有無障礙設施和電梯。

## 接驳交通

### 市郊及城際巴士
美鐵巴士從聯合車站開行一系列長途巴士線路，車站位於聯合車站的北面。從聯合車站可乘坐美鐵巴士至贝克斯菲尔德車站，並換成美鐵列車聖華金號至加利福尼亞內陸地區。此外，亦有巴士前往長灘和聖佩德羅港郵船碼頭，或轉乘遊艇至卡特琳娜島。在聯合車站停靠或發車德長途巴士有：
- 洛杉磯/贝克斯菲尔德
- 洛杉磯/贝克斯菲尔德（經南加州都會鐵道聖塔克拉利塔-紐荷爾線）
- 洛杉磯/長灘和聖佩德羅港
- 洛杉磯/聖巴巴拉
- 洛杉磯/范奈司
- 洛杉磯/拉斯維加斯
- 聖迭戈/贝克斯菲尔德（經洛杉磯）
- 聖塔安娜/贝克斯菲尔德（經洛杉磯）

### 市内巴士
大都會快速公交銀線在阿拉米達街和艾爾蒙特街路口有一個車站，洛杉磯洛杉磯大都會交通運輸局欲在2013年4月在Patsaouras公交站附近新建另一座公交車站，並將銀線遷入。銀線營業時間為工作日4:15-次日1:45，週末及節假日5:00-次日1:45。
大部分長途巴士和部分公交線路亦使用艾爾蒙特巴士專用道，車站位於阿拉米達街和艾爾蒙特街路口（699路除外，其使用Patsaouras公交站）。
- 山麓客運：481，493，497，498，499，699（僅尖峰時刻）
- 銀色閃電巴士
- Metro快線：487，489
- DASH：B（僅工作日），DD（僅週末）
- 加州班車：提供從洛杉磯和聖莫尼卡前往奧克蘭，舊金山和聖荷西的班車

使用Patsaouras公交站的公交車：
- Metro市區：33（夜班車），40
- Metro快線：442，485
- Metro快車：704，728，733，745
- 羚羊谷公交：785*
- 聖塔克拉利塔市公交：794*
- DASH：D（僅工作日），邦克山班車
- DASH通勤快線：430*，534*
- 橙縣公交：701*
- 聖莫尼卡公交：10
- 山麓客運：699
- 機場巴士：直達洛杉磯國際機場**

* 通勤線路僅在工作日尖峰時刻開行
** 機場巴士（FlyAway Bus）提供聯合車站和洛杉磯國際機場的直達巴士服務，24小時服務。早上5點至次日凌晨1點，每30分鐘一班，其餘時間每小時一班。巴士通常停靠在Patsaouras公交站9號位機場巴士通常服務使用公共交通旅行的人群，但亦有停車場供自駕車旅客使用。
使用查維茲凱撒大道和葡萄樹街路口公交站的巴士有：
- Metro市區：68，70，71，78，79，378
- Metro快車：770
- DASH：林肯高地/中國城

### 新巴士站
有計劃在Patsaouras公交站南側，艾爾蒙特公交專用道中央隔離帶內新建一個巴士站供銀線快速公交使用。該公交站是“Metro巴士快速道計劃”的一部分，有助於提高乘客的上下客速度，並減少擁堵和延誤的發生。為了減小現有道路干擾，施工進度十分緩慢，最早預計也要到2015年中方才有可能完成。

## 未来

### 通過線路計劃

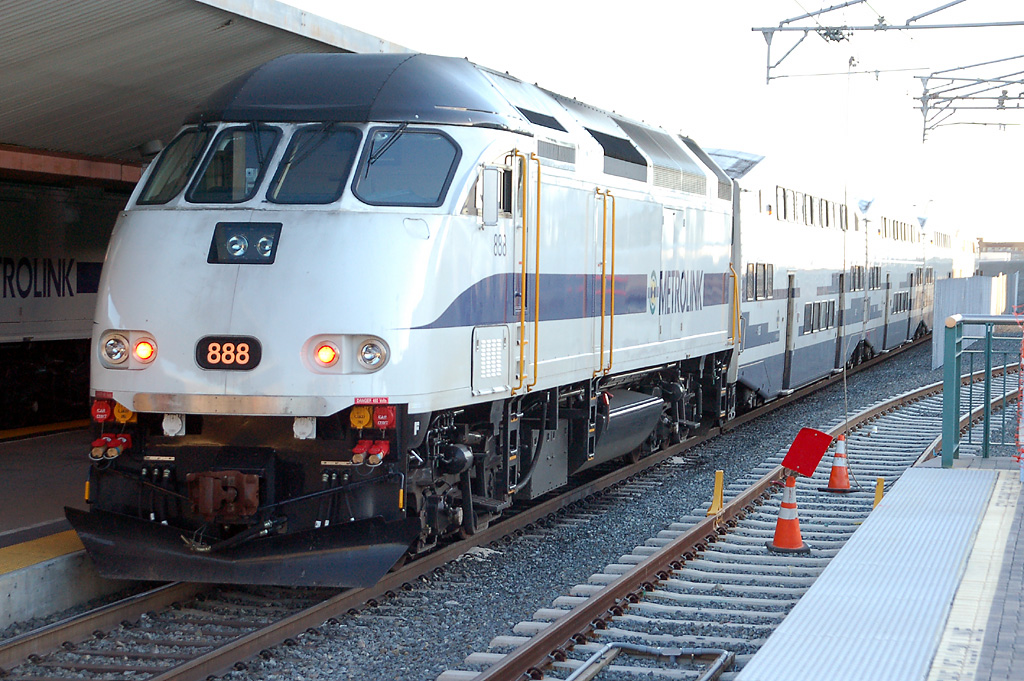
一列南加州都會鐵道的列車停靠在洛杉磯聯合車站

隨著聯合車站往來列車重新增多，終點式車站的線路和月台佈局制約了交通。列車在進入或離開車站時必須倒車換向（通勤列車和”太平洋衝浪者號“採用推拉式操作或加掛末端司機車），嚴重耽誤了時間並阻礙交通。因此，有計劃將3號至10號路軌延長，穿過101號公路和現BNSF鐵路相接軌，成"S"型曲線。下列列車將利用延長線進出車站：美鐵“太平洋衝浪者號”，“西南酋長號”；通勤線“91線”，“橙縣線”。上述列車目前必須在站外做180度掉頭才能轉到正確的方向。北向列車亦可使用通過線路以繞開目前使用的一條曲線進站線路，由於出站列車享有優先通行權，前往聯合車站的列車往往要在站外等候從而導致延誤。使用通過線後列車可繞至車站另一側進站，提高線路使用效率。
3號至6號路軌將首先開始施工，施工期間將線路將關閉停止服務。為緩解聯合車站的壓力，13號路軌將恢復使用。此外，已經拆除的14和15號路軌（拆除原因和時間不詳）和相應的月台將被重建。新線完工後，13和15號路軌仍將保留使用，聯合車站的運力將提升40%。目前，13至15號路軌施工工程已於2012年10月17日完工。
加利福尼亞交通廳和聯邦鐵道管理局通過了一項草案，將聯合車站其中四條路軌向南延長越過101號公路後，和公路南側BNSF鐵路的路軌接軌。路軌將使用跨線橋穿過101號公路上方，並繼續以高架化約1英里，抵達洛杉磯河西岸的BNSF鐵路。聯邦鐵道管理局於2005年11月公佈了該計劃的環境影響報告。洛杉磯大都會交通運輸局已於2012年7月批准了延伸線和站前環路的動工許可，該計劃預計於2013年4月開工。

### 加州高速鐵路
在未來的加利福尼亞高速鐵路計劃中，聯合車站將成為洛杉磯地區的總站和交通樞紐。為了適應高速鐵路的車輛，部分設施將進行改進。2個月台，6條股道將改造成高月台。屆時，旅客將可以從聯合車站搭乘高速鐵路直抵新跨海灣交通中心車站，全程縮短至2小時38分。

## 大眾文化
聯合車站曾作為1950年電影《聯合車站》的主要場景。影星威廉·荷頓和南希·奧爾森因此一舉成名。聯合車站亦作為許多復古電影，黑色电影的取景地。以聯合車站作為外景地的電影有：
- 《裝甲車大盜》
- 《做你自己！》
- 《银翼杀手》
- 《金髮女郎丘比特》
- 《無法等待》
- 《落日殺神》
- 《十字路口》
- 《危險咆哮》
- 《女公司經理人》
- 《地獄魔咒》
- 《駕駛員》
- 《蓋博和倫巴第》[15]
- 《301號公路》
- 《江湖浪子》
- 《逃出克隆岛》
- 《情緒之中》[15]
- 《天羅盜網》
- 《窄窄的邊緣》
- 《珍珠港》
- 《私人之眼》（1987年電視電影，佐斯·布連因此成名）[15]
- 《唱出你的聲音》
- 《背叛套裝》
- 《絕不姑息》
- 《銀色閃電》
- 《南方1-1000》
- 《生死时速》
- 《星艦奇航記VIII：戰鬥巡航》
- 《它們》
- 《穿越火場》（夏卡·康音樂專輯）
- 《莱茵河》
- 《俏郎君》[15]
- 《伪装的人》
- 《彩虹之下》[15]
- 《永远年轻》
- 《黑暗騎士：黎明昇起》

此外，亦有電視劇以聯合車站作為外景地：
- 《24》
- 《特務A》
- 《灵书妙探》（情節中为大中央車站）
- 《超市特工》
- 《真相追擊》
- 《犯罪心理》（情節中为華盛頓特區聯合車站）
- 《海军罪案调查处：洛杉矶》
- 《時空怪客》

聯合車站出現在生命之屋合唱團的《你和我》，火車樂隊的《朱庇特的墜落》，HIM的《蝴蝶之翼》等音樂電視中。聯合車站亦出現在許多電子遊戲中，如《俠盜獵車手：聖安地列斯》，《夜店俱樂部：洛杉磯》和《黑色洛城》（1947年時的車站）中。女歌手邦妮·瑞特的專輯《Takin' My Time》的封面亦拍攝於聯合車站的內部。
在聯合車站取景的音樂錄影帶 

Ariana Grande - Breathin' 

Backstreet Boys - Chances
另外第93届奥斯卡金像奖也在车站举行。

## 相關鏈接
- MTA聯合車站轉運站的觀點和文件 （页面存档备份，存于）
- MTA聯合車站主頁
- 南加州都會鐵道關於聯合車站的介紹
- 偉大的美國車站：洛杉磯聯合車站篇 （页面存档备份，存于）
- Los Angeles 美鐵車站信息（德州之鷹號） （页面存档备份，存于）
- 帕金森建築檔案：聯合車站 （页面存档备份，存于）
- 公共場合的藝術：聯合車站 （页面存档备份，存于）
- 美國聯合車站設計 （页面存档备份，存于） – 洛杉磯專題